# ВЕС Меркур
ВЕС Меркур (нім. Merkur) — німецька офшорна вітрова електростанція, введена в експлуатацію в червні 2019 року. Місце для розміщення ВЕС — Північне море за 35 км північніше острова Боркум (один із Фризьких островів).
Проект реалізовано спеціально створеною компанією Merkur Offshire GmbH, що має  п'яти власників. Основна доля належить фінансовим інвесторам Partners Group та InfraRed Capital Partners Limited (50% і 25%), крім того задіяно власник спеціалізованого флоту для офшорних операцій бельгійська DEME (12,5%) та виробник вітрових турбін General Electric (6.25%). Остання поставить 66 вітроагрегатів Haliade 150 одиничною потужністю 6 МВт. Кожна лопать цієї турбіни має довжину 73,5 метра.
У першій половині 2017-го розпочалось виробництво компонентів турбін на заводі у французькому Сен-Назері. Тим часом в порту Емсгафен (Нідерланди) здійснені підготовчі роботи до монтажу вітроагрегатів, який планують розпочати весною 2018-го та завершити до кінця того ж року (введення ВЕС в комерційну експлуатацію заплановане вже на 2019 рік). Монтаж здійснюватиметься в районі з глибинами моря 28-34 метра. 
Серед законтрактованих для робіт на станції спеціалізованих суден задіяно багатоцільове Living Stone, для якого укладання кабелів по проекту Меркур стане першою операцією після введення в експлуатацію. Станцію під'єднають до офшорної платформи HVDC DolWin gamma. 
Загальна вартість спорудження ВЕС оцінюється у 1,6 млрд євро. Очікується, що вона вироблятиме 1,75 млрд кВт-год електроенергії на рік.